# Cyclophora azorensis
Cyclophora azorensis is een vlinder uit de familie spanners (Geometridae). De wetenschappelijke naam is voor het eerst geldig gepubliceerd in 1920 door Prout.
De soort komt voor in Europa.
1. ↑  (en) Cyclophora azorensis op de IUCN Red List of Threatened Species.